# Sinfonie allegre (fumetto)
Le Sinfonie allegre (Silly Symphonies o Silly Symphony) erano una serie di tavole domenicali a fumetti pubblicate sui quotidiani negli Stati Uniti d'America dal 1932 al 1945 contenenti adattamenti della serie di cortometraggi animati Sinfonie allegre prodotti dalla Walt Disney Productions tra il 1929 e il 1939, ma anche adattamenti da film d'animazione.

## Descrizione
La serie debuttò il 10 gennaio 1932 come topper (piccole strisce secondarie inserite all'interno di una tavola domenicale) delle tavole domenicali  di Mickey Mouse e terminó il 7 ottobre 1945 dopo 6 anni.
La struttura è abbastanza semplice: una parte superiore, a colori, che prende la maggior parte dello spazio, vede come protagonista Topolino in braghe rosse, mentre la parte inferiore, più piccola, realizzata per completare l'ampia pagina del quotidiano, viene intitolata Silly Symphonies. Alla fine del 1935, la striscia divenne una mezza pagina autonoma e non più una topper.
Il titolo della serie fu indicato inizialmente al plurale (Silly Symphonies) fino alla centodecima tavola e poi al singolare (Silly Symphony) a partire dalla successiva (terz'ultima di Bucky Bug). Nel 1936 con l'esordio di Donald Duck (Paperino) la testata della tavola divenne prima Silly Symphony featuring Donald Duck e poi semplicemente Donald Duck.
Anche se non ci sono testimonianze in merito, si può supporre che Walt Disney abbia visto nelle Sinfonie allegre a fumetti un ottimo canale pubblicitario per i cartoni animati: in quel tempo lo studio spendeva ingenti somme in iniziative promozionali e le tavole settimanali dei comics erano indubbiamente un buon veicolo pubblicitario. Nelle Sinfonie a fumetti mancava ovviamente uno degli elementi principali delle Sinfonie dello schermo: la colonna sonora, motivo dominante dei cortometraggi, la ragione per cui furono creati. L'ostacolo fu parzialmente aggirato con intelligenti artefici e cioè facendo parlare i personaggi con dialoghi in versi (cui la lingua inglese si presta particolarmente) e quindi, valorizzando l'elemento avventuroso che nei cortometraggi era più trascurato.

## Le storie
La prima storia della serie con protagonista la coccinella Bucky Bug (Le avventure di Buci nella versione italiana) fu tratta dal cortometraggio del 1932 Bugs in Love (Maggiolini in amore), facente parte delle Sinfonie allegre, una serie di cortometraggi animati prodotti dalla Walt Disney Productions tra il 1929 e il 1939.
Il team creativo originale per le tavole de Le avventure di Buci fu composto dall'animatore Earl Duvall e l'artista Al Taliaferro, con Duvall responsabile della scrittura e della matita e l'inchiostratore Taliaferro. Nella prima sequenza iniziata il 10 gennaio 1932 e che durò tre mesi, un giovane insetto nasce e parte per il mondo per farsi un nome. Perplesso su un nome, chiede aiuto ai lettori. Nella striscia, una grande pila di lettere viene consegnata all'insetto, e passa due settimane a setacciare le lettere per rivelare il nome vincente: Bucky Bug. Bucky viaggia attraverso la foresta per fare fortuna, incontrando un amichevole vagabondo di nome Bo e viaggiando verso la città degli insetti di Junkville. Bucky si innamora della bellissima June Bugg e suo padre, il sindaco di Junkville, nomina Bucky generale del suo esercito. La coppia di insetti è felice, ma solo poche strisce dopo suona l'allarme per avvisare la comunità che stata dichiarata la guerra dalle mosche. Duvall iniziò un'epica battaglia contro le mosche che durò per 28 settimane, ma poco prima che la storia finisse nell'aprile del 1933, Duvall lasciò improvvisamente lo studio Disney e Taliaferro divenne l'artista della striscia rimanendovi per sei anni, con Ted Osborne come autore della striscia. Osborne e Taliaferro continuarono la storia di Bucky per altri 11 mesi, concludendo la saga il 4 marzo 1934 (per 113 tavole totali).
Un terzo delle tavole de Le avventure di Buci venne occupato in contemporanea dalla serie Mickey Mouse (Topolino):
- per 35 settimane (dal 14 agosto 1932 al 30 aprile 1933) vennero pubblicate illustrazioni di Topolino all'interno di banconote.
- per 19 settimane (dal 13 agosto al 24 dicembre 1933, tranne il 17 dicembre) vennero pubblicate illustrazioni di Topolino intitolate Funny Films.

Max Leprotto e Tobia tartaruga o Il mistero del collegio e Le nuove avventure dei tre porcellini sono racconti parzialmente indipendenti, con gli stessi personaggi dei rispettivi cartoni ma con trame originali, ove l'elemento avventuroso è notevolmente valorizzato rispetto ai film.
Per 40 settimane (dopo la tavola di presentazione del 24 giugno 1936) (dal 24 giugno 1936 al 24 marzo 1935) un terzo delle tavole delle 4 storie precedenti venne occupato in contemporanea dalla serie Mickey Mouse Movies (Il cinematografo di Topolino o Il cinema di Topolino).
Nel 1934, Taliaferro, affiancato dallo sceneggiatore Ted Osborne, disegnò l'arco narrativo de La gallinella saggia e i due fannulloni in cui apparse per la prima volta il personaggio di Paperino come personaggio secondario. Attratto dalla simpatia del personaggio propose a Walt Disney di realizzarne una serie di tavole con il personaggio come protagonista delle tavole e Disney accettò. Terminato l'adattamento de Le nuove avventure dei tre porcellini Taliaferro e lo scrittore Ted Osborne iniziarono quindi a pubblicare una lunga serie di strisce gag di Donald Duck (Paperino) (dal 30 agosto 1936 al 5 dicembre 1937, per 67 tavole) e la testata della tavola divenne Silly Symphony featuring Donald Duck, che diventò poi semplicemente Donald Duck dal 22 agosto 1937. In seguito Taliaferro presentò alla King Features Syndicate l'idea di realizzare un fumetto solista di Paperino lavorando con gli scrittori Merrill De Maris e Homer Brightman; dal 2 febbraio 1938 apparve quindi sui quotidiani come striscia giornaliera e dal 10 dicembre 1939 come tavola domenicale e la serie si separò dalle Sinfonie allegre.
Sulla serie Sinfonie allegre, furono pubblicate:
- tavole di 15 cortometraggi delle Sinfonie allegre.
- tavole di 3 lungometraggi animati (Biancaneve e i sette nani, Pinocchio, Bambi)
- tavole con gag di 3 personaggi (Paperino, Pluto, José Carioca, Panchito Pistoles).

### Elenco delle trasposizioni
Sinfonie allegre
| Anno                                 | Titolo originale                                | Titolo italiano                                                             | Adattamento da                                              |
| ------------------------------------ | ----------------------------------------------- | --------------------------------------------------------------------------- | ----------------------------------------------------------- |
| 10 gennaio 1932 - 4 marzo 1944       | Bucky Bug                                       | Le avventure di Buci                                                        | Maggiolini in amore (Bugs in Love)                          |
| 11 marzo 1934 - 24 giugno 1934       | Birds of a Feather                              | Le avventure di Pichito o Uccellini di un nido                              | Squadriglia eroica (Birds of a Feather)                     |
| 1º luglio 1934 - 9 settembre 1934    | Penguin Isle                                    | L'isola dei pinguini                                                        | Pinguini innamorati (Peculiar Penguins)                     |
| 16 settembre 1934 - 16 dicembre 1934 | The Wise Little Hen                             | La gallinella saggia e i due fannulloni                                     | La gallinella saggia (The Wise Little Hen)                  |
| 23 dicembre 1934 - 17 febbraio 1935  | The Boarding-School Mystery                     | Max Leprotto e Tobia tartaruga o Il mistero del collegio e i due fannulloni | La lepre e la tartaruga (The Tortoise and the Hare)         |
| 24 febbraio 1935 - 21 aprile 1935    | The Robber Kitten                               | Le avventure di Ambrogio il gatto malandrino                                | Il gattino brigante (The Robber Kitten)                     |
| 28 aprile 1935 - 21 luglio 1935      | Cookieland                                      | Pasticciopoli                                                               | Carnevalesca (The Cookie Carnival)                          |
| 28 luglio 1935 - 20 ottobre 1935     | Three Little Kittens                            | Tuffi, Muffi e la bianca Fuffi o I tre gattini                              | I tre orfanelli (Three Orphan Kittens)                      |
| 27 ottobre 1935 - 12 gennaio 1936    | The Life and Adventures of Elmer the Elephant   | La vita e le avventure dell'elefante Elmer                                  | Elefante infelice (Elmer Elephant)                          |
| 9 gennaio 1936 - 23 agosto 1936      | The Further Adventures of the Three Little Pigs | I tre porcellini                                                            | I tre porcellini (Three Little Pigs)                        |
| 30 agosto 1936 - 5 dicembre 1937     | Donald Duck                                     | Le disavventure di Paperino                                                 | -                                                           |
| 12 dicembre 1937 - 24 aprile 1938    | Snow White and the Seven Dwarfs                 | Biancaneve e i sette nani                                                   | Biancaneve e i sette nani (Snow White and the Seven Dwarfs) |
| 1º maggio 1938 - 7 agosto 1938       | The Practical Pig                               | I tre porcellini e il rivelatore delle bugie o Il porcellino ingegnoso      | Jimmy porcellino inventore (The Practical Pig)              |
| 14 agosto 1938 - 16 ottobre 1938     | Mother Pluto                                    | Pluto chioccia                                                              | Pluto fra i pulcini (Mother Pluto)                          |
| 23 ottobre 1938 - 27 novembre 1938   | The Farmyard Symphony                           | Macchietto maialetto o La sinfonia rurale                                   | Sinfonia della fattoria (Farmyard Symphony)                 |
| 4 dicembre 1938 - 12 febbraio 1939   | Timid Elmer                                     | Fuffo o Il timido Elmer                                                     | Elefante infelice (Elmer Elephant)                          |
| 19 febbraio 1939 - 19 marzo 1939     | Pluto the Pup (prima parte)                     | Pluto il cucciolone                                                         | -                                                           |
| 26 marzo 1939 - 16 aprile 1939       | The Ugly Duckling                               | Il brutto anatroccolo                                                       | L'anitroccolo eroico (The Ugly Duckling)                    |
| 23 aprile 1939 - 17 dicembre 1939    | Pluto the Pup (seconda parte)                   | Pluto il cucciolone                                                         | -                                                           |
| 24 dicembre 1939 - 7 aprile 1940     | Pinocchio                                       | Pinocchio                                                                   | Pinocchio                                                   |
| 14 aprile 1940 - 3 novembre 1940     | Pluto the Pup (terza parte)                     | Pluto il cucciolone                                                         | -                                                           |
| 10 novembre 1940 - 12 luglio 1942    | Little Hiawatha                                 | Penna bianca                                                                | Il piccolo Hiawatha (Little Hiawatha)                       |
| 19 luglio 1942 - 4 ottobre 1942      | Bambi                                           | Bambi                                                                       | Bambi                                                       |
| 11 ottobre 1942 - 1º ottobre 1944    | Jose Carioca                                    | Jose Carioca                                                                | Saludos Amigos                                              |
| 8 ottobre 1944 - 7 ottobre 1945      | Panchito                                        | Panchito                                                                    | I tre caballeros (The Three Caballeros)                     |

Mickey Mouse (Topolino) - 1/3 delle tavole
| Data                              | Titolo originale    | Titolo italiano                                      |
| --------------------------------- | ------------------- | ---------------------------------------------------- |
| 14 agosto 1932 - 30 aprile 1933   | Mickey Mouse        | Topolino                                             |
| 13 agosto 1933 - 24 dicembre 1933 | Mickey Mouse        | Topolino                                             |
| 24 giugno 1934 - 24 marzo 1935    | Mickey Mouse Movies | Il cinematografo di Topolino o Il cinema di Topolino |

### Pubblicazioni
Alcune tavole delle Sinfonie allegre furono ripubblicate negli Stati Uniti sulla testata Walt Disney's Comics and Stories, mentre in Italia alcune tavole furono pubblicate per la prima volta sul Topolino giornale supplemento e libretto e sugli Albi dei tre porcellini.
Negli Stati Uniti le tavole complete sono stata ristampate in quattro volumi intitolati Silly Symphonies: The Complete Disney Classics pubblicati dalla IDW Publishing tra il 2016 e il 2019.
In Italia è possibile reperire gran parte del materiale sui Cartonatoni Disney editi dalla Arnoldo Mondadori Editore (Paperino 365 sketches 1936-1945 storie per un anno del 1975, Silly Symphonies del 1987 e Le grandi favole a fumetti del 1988) e sulla Collana Special Mongo edita dalla Comic Art dal 1983 al 1998.

## Serie derivate
Dal 14 ottobre 1945 fino al 31 dicembre 1972 Sinfonie allegre fu sostituita dalla striscia Uncle Remus and His Tales of Br'er Rabbit adattamento del lungometraggio del 1946 Song of the South (I racconti dello zio Tom). Iniziata come le altre come topper (piccole strisce secondarie inserite all'interno di una tavola domenicale) delle Strisce giornaliere di Mickey Mouse, dopo i primi anni apparve quasi sempre da sola.

### Treasury of Classic Tales
Una nuova serie di tavole domenicali venne lanciata il 13 luglio 1952 con il titolo Treasury of Classic Tales, che continuò l'impostazione delle Sinfonie allegre ospitando storie tratte da cortometraggi e lungometraggi animati della Walt Disney per 35 anni fino al 15 febbraio 1987. Tra le tavole fu pubblicato Cinderella (Cenerentola) adattamento dal film d'animazione del 1950, Alice in Wonderland (Alice nel paese delle meraviglie) adattamento dal film d'animazione del 1951 e The Story of Robin Hood (Robin Hood e i compagni della foresta) adattamento del film del 1952.

### Silly Symphonies(testataDell Comics)
Dal settembre 1952 al febbraio 1959 la Dell Comics pubblicò occasionalmente una testata intitolata Silly Symphonies, con nove numeri totali. Il primo numero di questo fumetto antologico conteneva adattamenti di alcune Sinfonie allegre, tra cui La cicala e la formica, I tre porcellini e Pluto fra i pulcini, ma includeva anche adattamenti di altri cartoni animati come L'eroico ammazzasette, Abele l'agnelleone, Morris la piccola alce, Questione di psicologia e un gran numero di storie con personaggi di altri progetti, tra cui il Grillo Parlante, Dumbo, Tamburino, Biancaneve e Orso Onofrio. Al terzo numero, nella testata non c'era quasi più materiale relativo alle Sinfonie; le storie e le attività erano per lo più basate su altri cortometraggi e lungometraggi Disney.

#### Elenco storie
Biancaneve
| Anno | Titolo originale               | Titolo italiano        | Adattamento da                                              |
| ---- | ------------------------------ | ---------------------- | ----------------------------------------------------------- |
| 1943 | Thumper Meets the Seven Dwarfs | Tippete e i Sette Nani | Biancaneve e i sette nani (Snow White and the Seven Dwarfs) |
| 1944 | The Seven Dwarfs and Thumper   | I Sette Nani e Tippete | Biancaneve e i sette nani (Snow White and the Seven Dwarfs) |

Buci
| Anno | Titolo originale          | Titolo italiano               | Adattamento da                     |
| ---- | ------------------------- | ----------------------------- | ---------------------------------- |
| 1952 | Luck Is Where You Find It | Buci e il portasfortuna       | Maggiolini in amore (Bugs in Love) |
| 1952 | Bucky Bug                 | Buci e i genitori senza tetto | Maggiolini in amore (Bugs in Love) |
| 1954 | Bucky's Travels           | -                             | Maggiolini in amore (Bugs in Love) |
| 1954 | Bucky's Wheelbarrow       | -                             | Maggiolini in amore (Bugs in Love) |
| 1954 | Bucky Bug                 | -                             | Maggiolini in amore (Bugs in Love) |
| 1955 | Bucky's Canoe Ride        | -                             | Maggiolini in amore (Bugs in Love) |
| 1955 | Bucky Bug                 | -                             | Maggiolini in amore (Bugs in Love) |
| 1955 | Bucky's Hobby Horse       | -                             | Maggiolini in amore (Bugs in Love) |

Dumbo
| Anno | Titolo originale           | Titolo italiano      | Adattamento da                     |
| ---- | -------------------------- | -------------------- | ---------------------------------- |
| 1944 | The Seven Dwarfs and Dumbo | Dumbo e i Sette Nani | Dumbo - L'elefante volante (Dumbo) |
| 1954 | Dumbo The Flying Elephant  | -                    | Dumbo - L'elefante volante (Dumbo) |

Grillo Parlante
| Anno | Titolo originale                    | Titolo italiano                        | Adattamento da                                                               |
| ---- | ----------------------------------- | -------------------------------------- | ---------------------------------------------------------------------------- |
| 1947 | Bongo                               | Bongo                                  | Bongo e i tre avventurieri o Topolino e il fagiolo magico (Fun & Fancy Free) |
| 1953 | Mickey and the Beanstalk            | Topolino e il fagiolo magico           | Bongo e i tre avventurieri o Topolino e il fagiolo magico (Fun & Fancy Free) |
| 1956 | Jiminy Cricket The Reckless Rescuer | -                                      | Bongo e i tre avventurieri o Topolino e il fagiolo magico (Fun & Fancy Free) |
| 1956 | The Big Little Show                 | Il Grillo Saggio e la vita monotona    | Bongo e i tre avventurieri o Topolino e il fagiolo magico (Fun & Fancy Free) |
| 1958 | Jiminy Cricket Toy Train Trickery   | Il Grillo Saggio e l'anello di Sansone | Bongo e i tre avventurieri o Topolino e il fagiolo magico (Fun & Fancy Free) |

Fratel Coniglietto
| Anno | Titolo originale                | Titolo italiano                                     | Adattamento da                               |
| ---- | ------------------------------- | --------------------------------------------------- | -------------------------------------------- |
| 1946 | Brer Rabbit                     | Fratel Coniglietto nel Paese delle Meraviglie       | I racconti dello zio Tom (Song of the South) |
| 1947 | The Fitsy-Fotsy Figgaloo Fishes | Lo zio Remo e i suoi racconti di Fratel Coniglietto | I racconti dello zio Tom (Song of the South) |

I tre caballeros
| Anno | Titolo originale                | Titolo italiano | Adattamento da                          |
| ---- | ------------------------------- | --------------- | --------------------------------------- |
| 1953 | Pablo, the Cold-blooded Penguin | -               | I tre caballeros (The Three Caballeros) |
| 1953 | The Flying Gauchito             | -               | I tre caballeros (The Three Caballeros) |

Peter Pan
| Anno | Titolo originale        | Titolo italiano                              | Adattamento da                        |
| ---- | ----------------------- | -------------------------------------------- | ------------------------------------- |
| 1952 | Mickey Mouse, Peter Pan | Topolino e Peter Pan contro le ombre ribelli | Le avventure di Peter Pan (Peter Pan) |
| 1955 | Pluto, Peter Pan        | -                                            | Le avventure di Peter Pan (Peter Pan) |

Penna Bianca
| Anno | Titolo originale | Titolo italiano                        | Adattamento da                        |
| ---- | ---------------- | -------------------------------------- | ------------------------------------- |
| 1944 | Little Minnehaha | La piccola Fiordiluna e la grande orsa | Il piccolo Hiawatha (Little Hiawatha) |
| 1952 | Little Hiawatha  | Penna Bianca si emancipa               | Il piccolo Hiawatha (Little Hiawatha) |
| 1953 | Little Hiawatha  | Penna Bianca e Piede Nero              | Il piccolo Hiawatha (Little Hiawatha) |
| 1954 | Little Hiawatha  | -                                      | Il piccolo Hiawatha (Little Hiawatha) |

Pinocchio
| Anno | Titolo originale | Titolo italiano               | Adattamento da |
| ---- | ---------------- | ----------------------------- | -------------- |
| 1945 | Pinocchio        | 'Pinocchio e la pietra magica | Pinocchio      |
| 1954 | Pinocchio        |                               | Pinocchio      |

Pluto
| Anno | Titolo originale      | Titolo italiano                        | Adattamento da                        |
| ---- | --------------------- | -------------------------------------- | ------------------------------------- |
| 1948 | Pluto's Problem       | Topolino e la strana malattia di Pluto | Pluto fra i pulcini (Mother Pluto)    |
| 1952 | Mother Pluto          | Mamma Pluto                            | Pluto fra i pulcini (Mother Pluto)    |
| 1953 | Pluto The Doggie Cart | Pluto e la biga                        | Pluto fra i pulcini (Mother Pluto)    |
| 1954 | Pluto                 | -                                      | Pluto fra i pulcini (Mother Pluto)    |
| 1955 | Pluto, Peter Pan      | -                                      | Le avventure di Peter Pan (Peter Pan) |

Vari
| Anno | Titolo originale                   | Titolo italiano                   | Adattamento da                                          |
| ---- | ---------------------------------- | --------------------------------- | ------------------------------------------------------- |
| 1943 | Clara Cluck                        | Arriva Chiquita                   |                                                         |
| 1950 | Cinderella                         | Cenerentola                       | Cenerentola (Cinderella)                                |
| 1952 | The Grasshopper and the Ants       | La cavalletta e le formiche       | La cicala e la formica (The Grasshopper and the Ants)   |
| 1952 | Chicken Little                     | Chicken Little e il cielo cadente | Questione di psicologia (Chicken Little)                |
| 1952 | The Brave Little Tailor            | -                                 | L'eroico ammazzasette (Brave Little Tailor)             |
| 1952 | Three Little Pigs                  | Il Lupo e i tre porcellini        | I tre porcellini (Three Little Pigs)                    |
| 1952 | Lady                               | Boby                              | Lilli e il vagabondo (Lady and the Tramp)               |
| 1952 | The Wise Little Hen                | La chioccia saggia fa da sé       | La gallinella saggia (The Wise Little Hen)              |
| 1952 | Pedro                              | Pedro, pilota postale             | Saludos Amigos                                          |
| 1953 | The Sorcerer's Apprentice          | L'apprendista stregone            | L'apprendista stregone (The Sorcerer's Apprentice)      |
| 1953 | Penguin Isle                       | Il pinguino innamorato            | Pinguini innamorati (Peculiar Penguins)                 |
| 1953 | Lambert the Sheepish Lion          | Zirlino, il leone pecorino        | Abele l'agnelleone (Lambert the Sheepish Lion)          |
| 1953 | Spotty Pig                         | -                                 | Sinfonia della fattoria (Farmyard Symphony)             |
| 1953 | The Golden Touch                   | Il tocco d'oro                    | Re Mida (The Golden Touch)                              |
| 1953 | Elmer Elephant                     | La ghianda magica                 | Elefante infelice (Elmer Elephant)                      |
| 1953 | The Pelican and the Snipe          | Il pellicano volambulo            | Il pellicano e la beccaccia (The Pelican and the Snipe) |
| 1954 | Morris, The Midget Moose           | Alcesti alce microbo              | Morris la piccola alce (Morris the Midget Moose)        |
| 1954 | The Country Cousin                 | Il cugino di campagna             | Il cugino di campagna (The Country Cousin)              |
| 1955 | Adventures With Robin Hood         | Topolino partigiano di Robin Hood | Robin Hood                                              |
| 1955 | Johnny Appleseed                   | Giovannino Semedimela             | Johnny Appleseed (inedito in Italia)                    |
| 1956 | Reluctant Dragon                   | -                                 | Il drago riluttante (The Reluctant Dragon)              |
| 1956 | The Ugly Duckling                  | -                                 | L'anitroccolo eroico (The Ugly Duckling)                |
| 1956 | Peter and the Wolf                 | -                                 | Pierino e il lupo (Peter and the Wolf)                  |
| 1957 | Niok, the Little One of the Forest | Niok piccolo elefante             | Niok                                                    |
| 1958 | Paul Bunyan                        | Paul Bunyan                       | Paul Bunyan                                             |
| 1958 | Humphrey Bear and the Ranger       | Paperino e l'orso Onofrio         | Orso Onofrio                                            |
| 1958 | The Social Lion                    | Leonardo leone gagliardo          | Social Lion (inedito in Italia)                         |
| 1958 | Goliath II                         | Golia secondo                     | Golia, piccolo elefante (Goliath II)                    |